# En retirada
En retirada és una pel·lícula argentina dramàtica thriller i de crítica social estrenada el 28 de juny de 1984. Dirigida per Juan Carlos Desanzo. Escrita per Juan Carlos Desanzo, José Pablo Feinmann i Santiago Carlos Oves. Protagonitzada per Rodolfo Ranni. Coprotagonitzada per Julio de Grazia, Villanueva Cosse, Edda Bustamante, Osvaldo Tesser i Jorge Sassi. També, va comptar amb les actuacions especials d'Osvaldo Terranova, Gerardo Sofovich i la primera actriu Lydia Lamaison. I la participació de María Vaner com a actriu convidada. Cronològicament, és la primera pel·lícula argentina que tracta explícitament la temàtica dels desapareguts i l'accionar dels grupos de tareas durant la dictadura cívic-militar de 1976-1983 a l'Argentina; si bé La historia oficial, estrenada en 1985, aconseguiria una repercussió molt major a nivell nacional i internacional, fent-se creditora d'un premi Oscar a la millor pel·lícula de parla no anglesa.

## Sinopsi
En finalitzar la última dictadura cívic-militar i amb la volta de la democràcia a la l'Argentina en 1983 els "grupos de tareas" del Procés saben que es quedaran sense treball. Ricardo, sobrenomenat "El Oso" (Rodolfo Ranni), va ser integrant d'un d'aquests grups, i ara deambula per Buenos Aires sense saber què fer. Quan un dia és reconegut al carrer per Julio (Julio de Grazia), pare d'un jove desaparegut que va torturar, El Oso tha d'amagar-se. La seva situació es torna insostenible i vol contactar-se amb els seus vells camarades per a saber què està passant i descobreix que van deixar els llocs que freqüentaven.
Només i desesperat, Ricardo se sent traït i intenta utilitzar la informació que té per a aconseguir diners i anar-se del país, extorquint al directiu estranger d'una empresa, Mr. Thomas (Theodore Mc Nabney), qui va requerir eventualment dels seus serveis a l' "Operativo Candado". Assabentat de l'amenaça de Ricardo a Mr. Thomas, reapareix el seu antic cap, Arturo (Gerardo Sofovich), qui li tracta d'explicar que no hi ha més "treballs" per fer, i li adverteix que s'està convertint en un subjecte perillós per als seus ex companys que estan "en retirada". Arturo li lliura una suma de diversos milers de dòlars i un passatge d'avió amb destinació a El Salvador, país que es trobava llavors sota una dictadura military, i en el passat recent havia estat sota l'òrbita de la Junta Militar argentina. Llavors Ricardo aconsegueix un passaport paraguaià falsificat per a poder fugir del país. No obstant això, les coses no sortiran com ell les planeja.

## Repartiment
- Rodolfo Ranni - Ricardo, "El Oso"
- Julio De Grazia - Julio
- María Vaner - Ana
- Osvaldo Terranova - Jefe de redacción
- Lydia Lamaison - Madre de Ricardo
- Gerardo Sofovich - Arturo
- Edda Bustamante - Cecilia, antigua pareja de Ricardo
- Villanueva Cosse - Presentador de televisión
- Osvaldo Tesser - Empleado
- Jorge Sassi - Amante de Cecilia
- Pablo Brichta - Fotógrafo
- Max Berliner - Brandsen
- Lita Fuentes - Dueña de pensión
- Theodore Mc Nabney - Mr. Thomas (como Theodoro Mc Nabney)
- Charly García Nieto - Hijo de Julio
- Graciela Pesezkin - Muchacha
- Vicky Olivares - Secretaria
- Norma Kraider - Modelo erótica
- Inés Moro
- Lelio Lesser - Chofer homosexual
- Néstor Francisco
- Laura Colominas
- Carlos Abbate - Sonidista TV
- Santiago Carlos Oves - Nuevo inquilino (cameo)
- Daniel Navarro - Muchacho juegos electrónicos
- Yamil Akel - Recepcionista
- Maggie Fontán - Secretaria de Mr. Thomas
- Gachi Brichta - Secuestradora
- Inés Murray - Vecina